# Спилер, Летисия
Лети́сия Пе́на Спи́лер  (порт. Letícia Pena Spiller; род. 19 июня 1973, Рио-де-Жанейро, Бразилия) — бразильская актриса.

## Биография
Летисия Спилер родилась 19 июня 1973 в Рио-де-Жанейро. В детстве снялась в «Шоу Шуши» (известной телеведущей детских программ порт. Xou da Xuxa) и начала там работать. Вскоре сама выступила в качестве ведущей детской программы. Постоянное участие в шоу принесло профессиональный актёрский опыт и популярность. Её заметило руководство «Globo», после чего она начала сниматься в телесериалах.
Карьеру актрисы начала ещё в детстве, снявшись в шоу телеведущей Шуши. В этом проекте она провела три года, а затем, набравшись актёрского опыта и став совершеннолетней, сама выступила в качестве ведущей детской программы. Этим она привлекла внимание руководства «Глобу», и вскоре началась её карьера актрисы бразильских теленовелл. С каждой ролью Летисия становится все известнее и популярнее.
По признанию актрисы, предложения руки и сердца от кавалеров она стала получать лет с 15. Однако Летисия не спешила замуж. «Главное для меня, — говорит актриса, — крепкая семья. Я всегда смотрела на мужчину с позиции, может ли он стать хорошим отцом». И на съёмках сериала «Четыре на четыре» она встречает такого мужчину в лице актёра Марселу Новаэса (Шанди в «Клоне»). Через некоторое время актёры поженились, у них родился сын Педру. Брак продлился недолго. Злые языки поговаривали, что на развод повлияло участие Летисии в сериале «Нежный яд», на съёмках которого у неё случился непродолжительный роман с партнёром, Анжелу Антониу, исполнявшим роль Аделму.
Ещё на заре своей актёрской карьеры Летисия Спилер решила чередовать положительные и отрицательные роли, именно поэтому она отказалась от роли Лусиньи в «Шальных деньгах», а спустя четыре года и от роли Жади в «Клоне», ссылаясь на занятость в театре. Но она не жалеет об этом. «Будут и другие роли», — говорит актриса.

## Фильмография

### Сериалы
- 2017 — Такое было время — Monique
- 2016 — Восходящее солнце — Ленита
- 2015 — Я люблю Параизополис — «Сарайя»
- 2014 — Буги-Вуги — «Жилда»
- 2012 — Спаси меня, Святой Георгий — Антония
- 2009 — Прожить жизнь — Бетина
- 2007 — Два лица — Мария Ева
- 2004 — Хозяйка судьбы — Вивиан Фонтес
- 2004 — Кубанакан — Лаура
- 2004 — Сверкание
- 2002 — Вкус страсти — Диана
- 1999 — Нежный яд — Мария Режина
- 1997 — Заза — Беатрис Соффер
- 1996 — Роковое наследство — Джованна Бердинацци
- 1994 — Четыре на четыре — Бабалу
- 1994 — Прощание Сольтеро — Дебби

### Фильмы
- 1990 — Хрустальная луна — Lua de Cristal
- 1997 — Пульс — O Pulso
- 1999 — Ориунди — Oriundi
- 2000 — Вила Лобос — Villa-Lobos — Uma Vida de Paixão

## Семья
Была замужем за Марселу Новаэсом (1995—2001). От этого брака есть сын Педро (1996 г.р.)
20 января 2011 года Летисия родила дочь Стеллу от своего бойфренда режиссёра Лукаса Лорейру.